# Mur de Huy
Mur de Huy (Dansk: Muren i Huy) er en 128 meter høj bakke i den belgiske by Huy. Bakken er berømt, fordi den er en del af cykelløbet La Flèche Wallonne.
Selvom Mur de Huy officielt regnes for at være 1300 meter lang med en gennemsnitlig stigning på omkring 9,8%, er selve "muren" 800 meter fra Place St. Denis, som dermed stiger med cirka 13% i gennemsnit. Omtrent halvvejs fra Place St. Denis ligger et enkelt sving, hvor den maksimale stigningsprocent når op på hele 26.
Stigningen køres altid som finale i løbet La Flèche Wallonne, hvor den fungerer som afslutning.